# Portunion moniezii
Portunion moniezii är en kräftdjursart som först beskrevs av Giard 1878.  Portunion moniezii ingår i släktet Portunion och familjen Entoniscidae. Inga underarter finns listade i Catalogue of Life.